# Aega psora
Aega psora là một loài chân đều trong họ Aegidae. Loài này được Linnaeus miêu tả khoa học năm 1758.